# Michael Bergin
Michael John Bergin (Waterbury, 8 marzo 1969) è un supermodello e attore statunitense, considerato il primo uomo a raggiungere lo status di top model, ruolo precedentemente riservato a donne, come Cindy Crawford e Naomi Campbell.

## Biografia
Nato nel Connecticut dove ha frequentato la University of Connecticut, la sua carriera inizia lavorando come modello per stilisti come Valentino, Gianfranco Ferré, Giorgio Armani, Yves Saint-Laurent, Hugo Boss, Donna Karan, L'Oreal e Maybelline, carriera che lo ha portato a girare il mondo, lavorando in città come New York, Parigi e Milano.
Bergin divenne famoso per una celebre campagna pubblicitaria di intimo per Calvin Klein, sostituendo Mark Wahlberg. Gli scatti in bianco e nero di Herb Ritts, fecero il giro del mondo mettendo in risalto la sua fisicità, facendolo diventare uno dei modelli più pagati e ricercati.
Nelle 1996 fa il suo debutto cinematografico nel film Ritratto nella memoria, che lo ha visto recitare al fianco di Jeanne Moreau. Nel 1997 diventa famoso per il ruolo del sexy bagnino Jack "J.D." Darius nel telefilm Baywatch, ruolo che ricopre dal 1997 al 2001. In seguito recita nella commedia indipendente a tematica gay Il club dei cuori infranti. Nel 2002 recita nell'horror-omoerotico Wolves of Wall Street, mentre nel 2003 appare in un episodio di Streghe e riprende il ruolo di J.D. nel film tv Baywatch - Matrimonio alle Hawaii.
Terminata la carriera da attore e modello, attualmente lavora come agente immobiliare a Beverly Hills.

### Vita personale
Dal 2004 è sposato con Joy Tilk, che lo ha reso padre di due figli, Jesse e Alannah Jade.
Nonostante la sua eterosessualità, Bergin è diventato popolare presso la comunità LGBT, grazie alla sua bellezza e per aver interpretato spesso ruoli da omosessuale, ma anche per il suo impegno nel sociale, partecipando a campagne contro la guida in stato di ebbrezza e alla lotta all'AIDS. Ha lanciato una linea di biancheria intima.

## Filmografia

### Cinema
- Fatal Reunion regia di George Erschbamer (2005)

### Televisione
- Streghe –  serie TV, episodio 5×12 (2003)
- Tradita - Betrayed (His Double Life), regia di Peter Sullivan – film TV (2016)